# رمزی، اسکس
رمزی (به انگلیسی: Ramsey) یک روستا در بریتانیا است که در Ramsey and Parkeston واقع شده‌است. رمزی ۲٬۳۴۳ نفر جمعیت دارد.